# Комаричи
Кома́ричи — посёлок городского типа в Брянской области России. Административный центр Комаричского района. Образует Комаричское городское поселение.
Население — 7325 чел. (2021).
День посёлка празднуется 3 сентября (дата приурочена ко дню освобождения от немецких войск в 1943 году).

## География
Расположен на водоразделе рек Неруссы и Усожи (бассейна Десны); железнодорожная станция в 98 км к югу от Брянска.

## История
Топоним «Комаричи» применительно к этой местности известен с XVI века (являлся синонимом Комарицкой волости). Современный посёлок возник в конце XIX века при строительстве одноимённой железнодорожной станции на линии Брянск — Льгов (движение открыто в 1897).
C 1920 года — административный центр Радогощской волости Севского уезда, с 1924 года — центр укрупнённой Комаричской волости того же уезда. С 1929 года — райцентр, с 1957 — посёлок городского типа.
В 1957 году в состав посёлка Комаричи включено село Лобаново, имеющее более древнее происхождение.

## Население
| 1939  | 1959  | 1970  | 1979  | 1989  | 2002  | 2009  |
| ----- | ----- | ----- | ----- | ----- | ----- | ----- |
| 2763  | ↗5384 | ↗6591 | ↗7495 | ↗8053 | ↘7234 | ↗7869 |
| 2010  | 2011  | 2012  | 2013  | 2014  | 2015  | 2016  |
| ↘7686 | ↗7702 | ↗7772 | ↗7854 | ↗7935 | ↗8027 | ↗8079 |
| 2017  | 2018  | 2019  | 2020  | 2021  |       |       |
| ↘8034 | ↘7915 | ↘7798 | ↘7714 | ↘7325 |       |       |

Национальный состав
По итогам переписи населения 2020 года проживали следующие национальности (национальности менее 0,1 % и другое, см. в сноске к строке «Другие»):
| Национальность | Численность, чел. | Доля     |
| -------------- | ----------------- | -------- |
| Русские        | 7051              | 96,27 %  |
| Армяне         | 28                | 0,38 %   |
| Украинцы       | 20                | 0,27 %   |
| Азербайджанцы  | 15                | 0,20 %   |
| Другие         | 211               | 2,88 %   |
| Итого          | 7325              | 100,00 % |

## Экономика
В посёлке и округе развито сельское хозяйство, специализирующееся на производстве зерновых культур. Ранее работали швейная фабрика, плодоовощной комплекс, маслосыродельный завод, мясокомбинат, пищекомбинат, радиозавод.

## Культура
- Дом культуры

## Достопримечательность

#### Памятник, скульптура
- Памятник В. И. Ленину
- Памятник «Воинам-пограничникам всех времён»[22]